# Alsfeld
Alsfeld è una città tedesca di 16 177 abitanti situata nel land dell'Assia. La cittadina conserva un impianto medievale con centro storico. 

## Storia
La località viene menzionata per la prima volta in documenti ufficiali nel 1069. Gli scavi archeologici della Walpurgiskirche hanno dimostrato la presenza di una chiesa risalente al IX secolo-X secolo.

## Amministrazione

### Gemellaggi
- Amstetten